# Unterseeboot 665
L'Unterseeboot 665 ou U-665 est un sous-marin allemand (U-Boot) de type VIIC utilisé par la Kriegsmarine pendant la Seconde Guerre mondiale.
Le sous-marin fut commandé le 15 août 1940 à Hambourg (Howaldtswerke Hamburg AG), sa quille fut posée le 10 juin 1941, il fut lancé le 9 juin 1942 et mis en service le 22 juillet 1942, sous le commandement du Leutnant zur See Hans-Jürgen Haupt.
Il fut porté disparu dans l'Atlantique Nord, en mars 1943.

## Conception
Unterseeboot type VII, l'U-665 avait un déplacement de 769 tonnes en surface et 871 tonnes en plongée. Il avait une longueur totale de 67,10 m, un maître-bau de 6,20 m, une hauteur de 9,60 m et un tirant d'eau de 4,74 m. Le sous-marin était propulsé par deux hélices de 1,23 m, deux moteurs diesel Germaniawerft M6V 40/46 de 6 cylindres en ligne de 1400 cv à 470 tr/min, produisant un total de 2 060 à 2 350 kW en surface et de deux moteurs électriques Siemens-Schuckert GU 343/38-8 de 375 cv à 295 tr/min, produisant un total 550 kW, en plongée. Le sous-marin avait une vitesse en surface de 17,7 nœuds (32,8 km/h) et une vitesse de 7,6 nœuds (14,1 km/h) en plongée. Immergé, il avait un rayon d'action de 80 milles marins (150 km) à 4 nœuds (7,4 km/h; 4,6 milles par heure) et pouvait atteindre une profondeur de 230 m. En surface son rayon d'action était de 8 500 milles nautiques (soit 15 700 km) à 10 nœuds (19 km/h). 
L'U-665 était équipé de cinq tubes lance-torpilles de 53,3 cm (quatre montés à l'avant et un à l'arrière) qui contenait quatorze torpilles. Il était équipé d'un canon de 8,8 cm SK C/35 (220 coups) et d'un canon antiaérien de 20 mm Flak. Il pouvait transporter 26 mines TMA ou 39 mines TMB. Son équipage comprenait 4 officiers et 40 à 56 sous-mariniers.

## Historique
Il reçut sa formation de base au sein de la 5. Unterseebootsflottille jusqu'au 31 janvier 1943, puis intégra sa formation de combat dans la 1. Unterseebootsflottille.
Il quitte Kiel en Allemagne pour sa première patrouille sous les ordres du Leutnant zur See Hans-Jürgen Haupt le 20 février 1943. Le 17 mars 1943, l'U-338 repère le convoi SC 122, qui appareillait de New York le 5 mars 1943. Il est rejoint le 9 mars les navires venant de Halifax et le 12 mars par un navire venant de Saint-Jean de Terre-Neuve. Dans l'intervalle, une tempête lui fait perdre une partie de ses effectifs, forcé de rentrer au port. Il suit le même itinéraire que le HX 229 et subit à partir du 17 mars les attaques du même groupe d'U-Boote. Les deux convois fusionnent pour tenter de repousser l'assaut général. Le 17 mars à 11 h 57, l'U-665 torpille au sud-est du cap Farvel, un navire marchand britannique traînard du convoi endommagé la nuit précédente par l'U-338. Le naufrage ne fit aucune victime.
L'U-665 a envoyé son dernier message radio le 21 mars 1943, annonçant son arrivée au point de rendez-vous de la meute, au large de La Pallice. L'U-boot a ensuite été porté disparu lorsqu'il ne signala plus sa position le 23 mars. Il n'y a pas d'explication au sujet de sa perte.
Les 46 membres d'équipage décédèrent dans cette disparition.

### Faits précédemment établis
- Coulé le 22 mars 1943 dans l'Atlantique Nord à l'ouest de Nantes, à la position 46° 47′ N, 9° 58′ O, par des charges de profondeur de Wellington britanniques. Cette attaque fut par la suite attribuée à l'U-448.
- Coulé le 22 mars 1943 à l'Atlantique Nord à l'ouest de l'Irlande, à la position 48° 04′ N, 10° 26′ O, par des charges de profondeur d'un Whitley britannique. Cette attaque fut par la suite attribuée à un U-boot non identifié.

## Affectations
- 5. Unterseebootsflottille du 22 juillet 1942 au 31 janvier 1943 (Période de formation).
- 1. Unterseebootsflottille du 1er février 1943 au 22 mars 1943 (Unité combattante).

## Commandement
- Oberleutnant zur See Hans-Jürgen Haupt du 22 juillet 1942 au 22 mars 1943.

## Patrouille
|       | Commandant             | Départ          | Départ | Arrivée      | Arrivée       | Jours    | Succès  |
| ----- | ---------------------- | --------------- | ------ | ------------ | ------------- | -------- | ------- |
| 1     | Ltn. Hans-Jürgen Haupt | 20 février 1943 | Kiel   | 22 mars 1943 | Porté disparu | 31 jours | 7 134   |
| Total | Total                  | Total           | Total  | Total        | Total         | 31 jours | 7 134 t |

Notes : Ltn. = Leutnant zur See

### Opérations Wolfpack
L'U-665 opéra avec les Wolfpacks (meute de loups) durant sa carrière opérationnelle.
- Neuland (4-6 mars 1943)
- Ostmark (6-11 mars 1943)
- Stürmer (11-20 mars 1943)

## Navire coulé
L'U-665 coula 1 navire marchand de 7 134 tonneaux au cours de l'unique patrouille (31 jours en mer) qu'il effectua.
| Date         | Nom             | Nationalité | Tonnage | Convoi | Fait  | Localisation         |
| ------------ | --------------- | ----------- | ------- | ------ | ----- | -------------------- |
| 17 mars 1943 | Fort Cedar Lake | Royaume-Uni | 7 134   | SC-122 | Coulé | 52° 14′ N, 32° 15′ O |